# پاتن ویلیج (کالیفرنیا)
پاتن ویلیج (به انگلیسی: Patton Village) یک منطقهٔ مسکونی در ایالات متحده آمریکا است که در شهرستان لاسن، کالیفرنیا واقع شده‌است. پاتن ویلیج ۸٫۶۰۳ کیلومتر مربع مساحت و ۷۰۲ نفر جمعیت دارد و ۱٬۲۵۳ متر بالاتر از سطح دریا واقع شده‌است.